# كاثرين هينريتش
كاثرين هينريتش (بالإنجليزية: Katherine Heinrich)‏ هي مربية ورياضياتية أسترالية، ولدت في 21 فبراير 1954 في مورويلومباه ‏ في أستراليا.